# Cheffois
Cheffois là một xã ở tỉnh Vendée trong vùng Pays de la Loire, Pháp. Xã này có diện tích 18,63 km², dân số năm 2006 là 901 người. Xã này nằm ở khu vực có độ cao trung bình 110 mét trên mực nước biển.
Các xã giáp ranh
| Saint-Germain-l'Aiguiller | Réaumur                 | Saint-Pierre-du-Chemin |
| Mouilleron-en-Pareds      | Cheffois                | La Tardière            |
| Saint-Maurice-le-Girard   | Saint-Maurice-le-Girard | La Tardière            |

## Biến động dân số
| Năm | 1962 | 1968 | 1975 | 1982 | 1990 | 1999 | 2006 |
| --- | ---- | ---- | ---- | ---- | ---- | ---- | ---- |
| Dân số | 693  | 799  | 758  | 764  | 816  | 821  | 901  |
| From the year 1962 on: No double counting—residents of multiple communes (e.g. students and military personnel) are counted only once. |      |      |      |      |      |      |      |